# سوسة فراشية كهرمانية
سوسة فراشية كهرمانية (الاسم العلمي: Tinea semifulvella) هي نوع من الحشرات تتبع جنس السوسة الفراشية من فصيلة السوسيات الفراشية.